# 105 Artemis
105 Artemis é um asteroide da cintura de asteroides. Foi descoberto por James Craig Watson em 16 de setembro de 1868. Seu nome é em homenagem à personagem grega Ártemis.
Foram relatados várias ocultações estelares. Uma ocultação da estrela HD 197999 foi observada em 1982, o que deu uma estimativa de comprimento de corda de 110 km. É um asteroide de tipo C, o que significa que é muito escuro e composto de carbono material acético. Embora seja compartilhada uma órbita semelhante à família Phocaea de asteroides tipo S, sua classificação significa que 105 Artemis não é um membro.
Em 1988, este objeto foi detectado com radar do Observatório de Arecibo a uma distância de 1,07 UA. A medida seção transversal do radar foi de 1.800 km2.
A medição fotométrica desse asteroide feita em 2010 no Observatório de Órgão de Órgão em Las Cruces (Novo México), produziu uma curva de luz irregular com um período de 37,150 ± 0,001 horas. Durante cada rotação, o brilho varia de 0,16 ± 0,01 em magnitude.